# Manfred Herweh
Manfred Herweh, född 14 juni 1954, är en västtysk roadracingförare som var aktiv i världsmästerskapen i Grand Prix Roadracing från 1982 till 1998. Han körde i klasserna 250GP och 350GP. Han tog totalt sex Grand prix-segrar.
Herweh gjorde VM-debut i Västtysklands Grand Prix 1982. Han kom sjua i 250-klassen och vann sitt debutrace i 350-klassen före Anton Mang. Som det var sista gången klassen kördes blev han också den siste segraren. Roadracing-VM 1983 körde Herweh i 250-klassen på en motorcykel av märket Real. Han vann Jugoslaviens Grand Prix och kom sjua i VM. Roadracing-VM 1984 blev hans bästa år med fyra Grand Prix-segrar och en andraplats i VM, blott nio poäng efter Christian Sarron. Därefter dalade resultaten och Herweh lämnade Grand Prix-tävlandet 1989.